# Груйтуйзен (кратер)

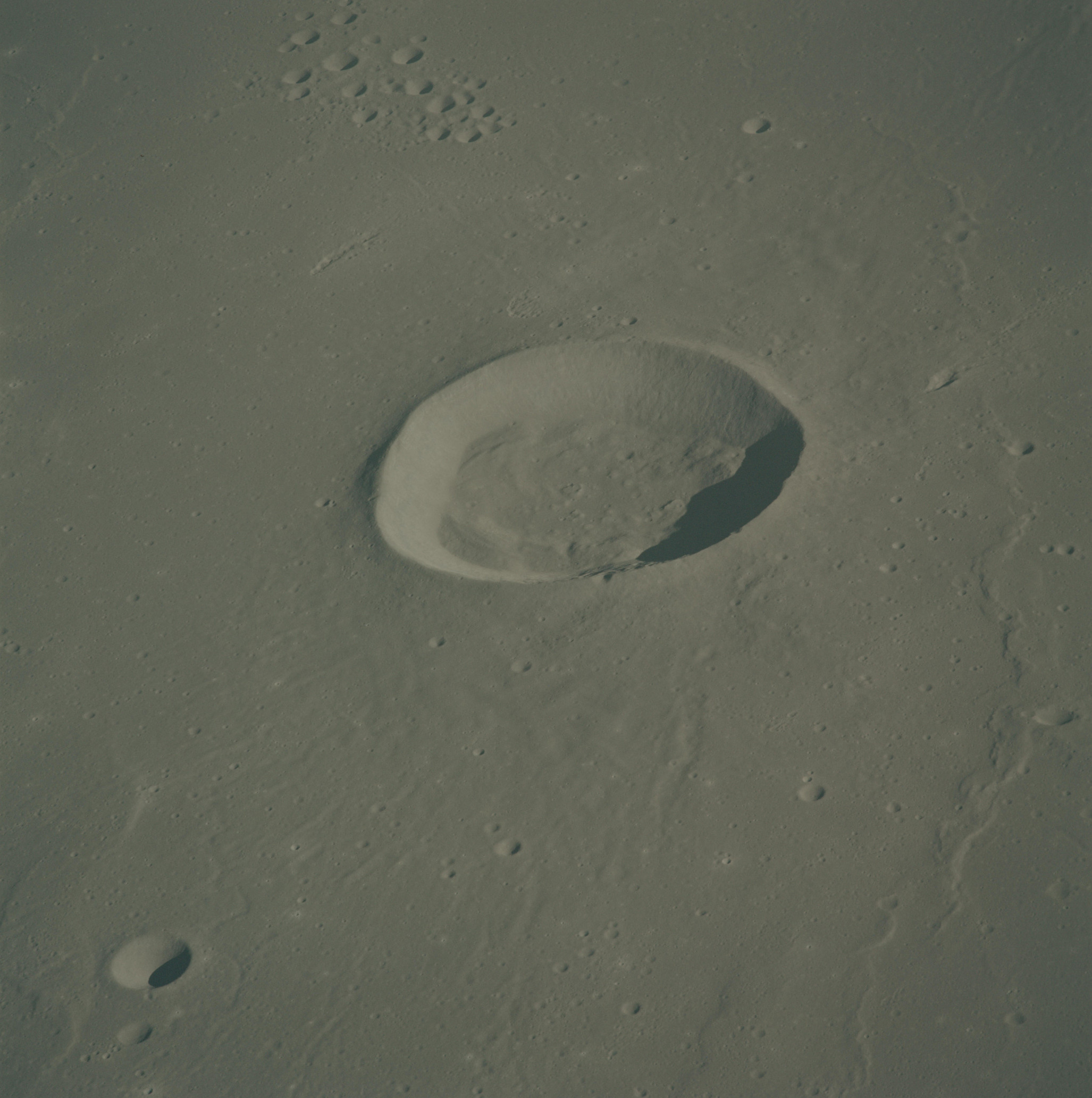
Кратер Груйтуйзен. Фото, зроблене місією «Аполлон-15»

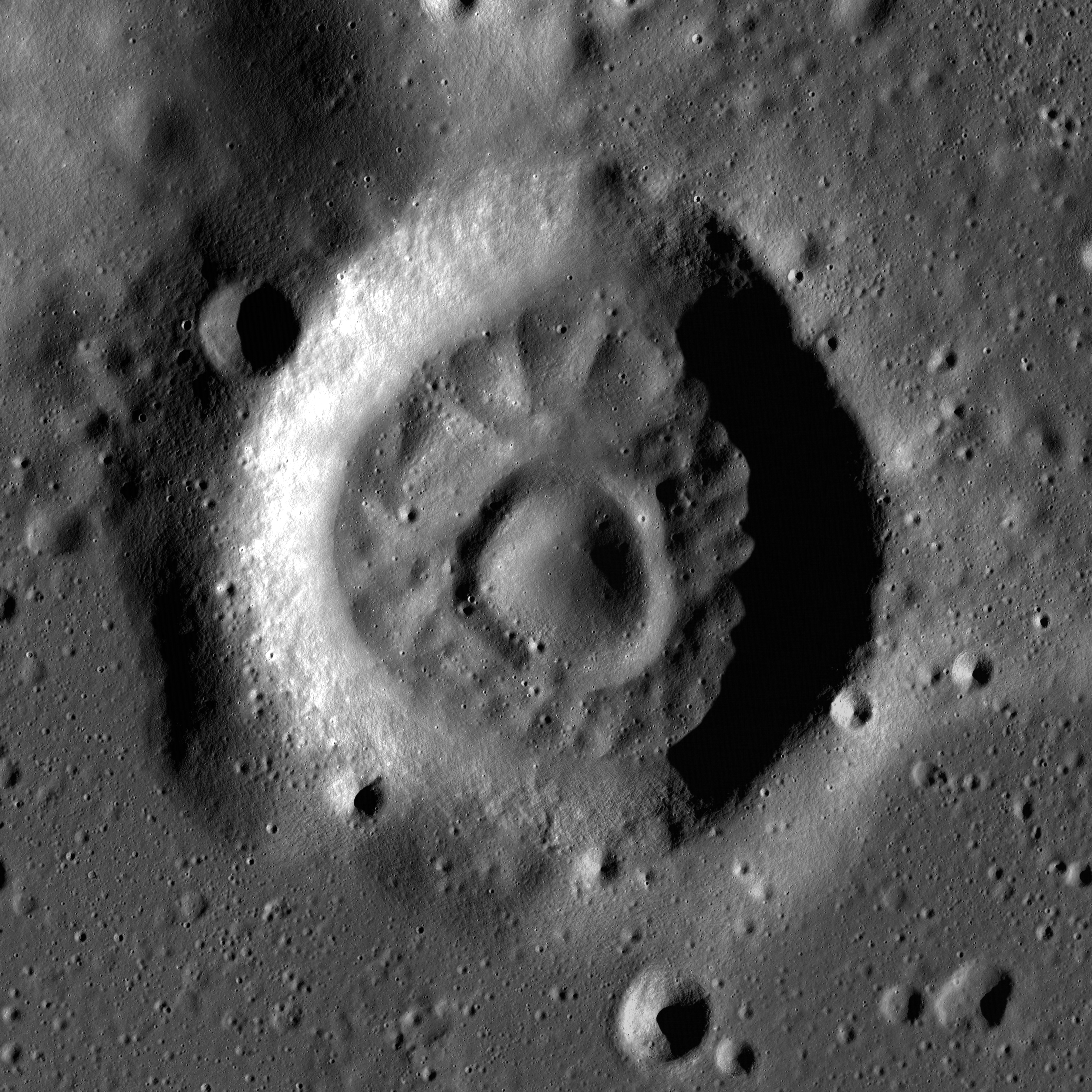
Супутній кратер Груйтуйзен K

Груйтуйзен (Gruithuisen) — кратер на Місяці, названий на честь німецького астонома Франца Груйтуйзена. Знаходиться в Океані Бур на межі з Морем Дощів. Діаметр — 15 км, координати центра — 32°53′ пн. ш. 39°47′ зх. д. / 32.89° пн. ш. 39.78° зх. д.

## Супутні кратери
Ці кратери, розташовані в околицях Груйтуйзена, названо його ім'ям із доданням великої латинської літери.
| Груйтуйзен | Широта  | Довгота | Діаметр, км |
| ---------- | ------- | ------- | ----------- |
| B          | 35.6° N | 38.8° W | 9           |
| E          | 37.3° N | 44.3° W | 8           |
| F          | 36.3° N | 37.9° W | 4           |
| G          | 36.6° N | 43.9° W | 6           |
| H          | 33.3° N | 38.4° W | 6           |
| K          | 35.3° N | 42.7° W | 6           |
| M          | 36.9° N | 43.2° W | 7           |
| P          | 37.1° N | 40.5° W | 11          |
| R          | 37.1° N | 45.3° W | 7           |
| S          | 37.5° N | 45.6° W | 7           |

Кратер Груйтуйзен K є концентричним кратером.
Крім того, від кратера Груйтуйзен отримали назви сусідні гори Груйтуйзен-Гамма та Груйтуйзен-Дельта.